# رابرت بردلا
رابرت اندرو بردلا جونیور (31 ژانویه 1949 - 8 اکتبر 1992) یک قاتل زنجیره‌ای اهل آمریکا بود که حداقل شش مرد جوان را ربوده، مورد تجاوز جنسی قرار داده، شکنجه کرده و به قتل رسانده است. او قربانیانش را مجبور به تحمل دوره‌های اسارت تا شش هفته می‌کرد. جنایت‌هایی که او انجام داد بین سال‌های 1984 تا 1987 در کانزاس سیتی، میسوری رخ داد.
بردلا در آگوست 1988 به جرم قتل درجه یک یکی از قربانیانش، لری پیرسون، اعتراف کرد و به حبس ابد بدون امکان آزادی مشروط محکوم شد. او بعدها به یک اتهام قتل دیگر درجۀ یک و چهار اتهام قتل درجۀ دو در دسامبر 1988 اعتراف کرد. او در اکتبر 1992 در حین حضور در زندان برای گذراندن مدت حبس خود به دلیل حملۀ قلبی درگذشت.
بردلا به عنوان "قصاب کانزاس سیتی" شناخته شد به خاطر اینکه بدن قربانیانش را به طور گسترده‌ای تشریح می‌کرد و سپس آنها را در کیسه‌های زباله دور می‌ریخت.

## زندگی ابتدایی
رابرت بردلا در 31 ژانویه 1949 در کایاهوگا فالز، اوهایو متولد شد. او نخستین فرزند از دو پسر بود که به رابرت اندرو بردلا سنیر و ماری لوئیز پدر و مادر وی بودند. پدر بردلا یک کاتولیک متعصب با نژاد ایتالیایی بود و مادرش از نژاد آلمانی و بریتانیایی بود. خانواده به طور منظم به مراسمات مذهبی می‌رفتند و هر دو پسر در دوره‌های آموزشی مذهبی شرکت می‌کردند.
بردلا در تحصیلات خود عملکرد خوبی داشت، ولی از نظر معلمانش به سختی درس می آموخت. بخشی از این به دلیل بی احساسی او و بخشی دیگر به علت آزارهایی بود که از سوی سایر همکلاسان او بر وی تحمیل می شد.
وقتی بردلا به سن بلوغ رسید، به همجنسگرا بودن خویش پی برد؛ در ابتدا این موضوع را به شدت مخفی می کرد با این حال به مدت کوتاهی با یک دختر رابطه داشت.

### دورۀ نوجوانی
در اواسط دورۀ نوجوانی، بردلا شروع بروز کردن پرخاشگری نسبت به دیگران کرد؛ خصوصاً نسبت به زنان شروع به بی احترامی و تحقیر آنان کرد. او آشپزی و هنر و مهارت‌های نمایشی آموخت. در روز کریسمس 1965 خانوادۀ بردلا به کنتون، اوهایو سفر کردند تا آشنایان را ملاقات کنند. در آن شب، پدر بردلا در سن 39 سالگی دچار حملۀ قلبی شد. دو روز بعد، بردلا به تنهایی به کایاهوگا فالز بازگشت. او وقتی به خانه رسید، خانواده‌اش به او گفتند که پدرش فوت کرده است. بردلا برای کسب آرامش به آئین کاتولیک خود بازگشت و دربارۀ ادیان مختلف مطالعه کرد. او در نهایت نسبت به تمامی ادیان جهان بدبین شد.
کمی بعد از مرگ پدر بردلا، مادرش دوباره ازدواج کرد؛ اقدامی که با نارضایتی بردلا روبرو شد و آن را نوعی خیانت به پدرش دانست. به همین علت، او بیشتر منزوی شد و بیشتر به انجام فعالیت‌ها در اوقات تنهایی خود مشغول شد؛ مانند نقاشی، جمع آوری سکه و تمبر و نوشتن نامه به دوستان. بعدها او در سال 1982 کسب و کار عتیقه‌فروشی خود را راه‌اندازی کرد.

## نقل مکان به کانزاس سیتی

### سال‌های دانشگاهی
در تابستان 1967 بردلا از دبیرستان کایاهوگا فالز فارغ‌التحصیل شد. در طول تحصیلاتش در دبیرستان، او نمرات بسیار خوبی کسب کرد. کمی بعد از فارغ‌التحصیلی بردلا به کانزاس سیتی نقل مکان کرد و در مؤسسه هنری کانزاس سیتی ثبت نام کرد، هدف از آن آرزوی وی برای تبدیل شدن به استاد دانشگاهی بود. از سال دوم حضور در مؤسسه، او به شدت ضد اقتدار شد و با گروهی از دانشجویان مواجه شد که مواد مخدر به او می‌دادند و او نیز آنها را به دیگر دانشجویان می فروخت. همچنین او شروع به سوءمصرف الکل کرد. او حداقل در دو مورد اقدام به آزار حیوانات کرد؛ در یکی از این موارد، او یک مرغابی را سر برید و در مورد دیگر، بر روی یک سگ آزمایش داروهای آرامبخش انجام داد.
در سن 19 سالگی بردلا به خاطر تلاش برای فروش متامفتامین به یک افسر لباس شخصی دستگیر شد؛ او پس از پرداخت وثیقۀ 3000 دلاری آزاد شد. او بعداً به این جرم اعتراف کرده و پنج سال حبس تعلیقی دریافت کرد. یک ماه بعد از این دستگیری، بردلا و دو دانشجوی دیگر را به خاطر حمل ماری‌جوانا و LSD در شهرستان جانسون دستگیر شدند.
در سال 1969 بردلا به طور داوطلبانه از مؤسسه کناره گیری کرد و پس از اینکه انتقادات شدیدی از سوی مدیران دانشگاه به خاطر کشتن  و پختن مرغابی دریافت کرد. او تصمیم گرفت در کانزاس سیتی زندگی کند و در سپتامبر همان سال به خیابان شارلوت در منطقۀ هاید پارک نقل مکان کرد. در این مرحله، بردلا چندین سال بود که به طور علنی همجنسگرا بود. او شروع به گذراندن بیشتر وقت آزادش با مردان فاحشه، معتادان، مجرمان محلی و فراری‌ها کرد.

## قتل‌ها

### اولین قربانی
اعتقاد بر این است که اولین قربانی بردلا در 5 ژوئیۀ 1984 به قتل رسیده است؛ او جری هاول، 19 ساله بود. بردلا قول داده بود که این جوان را به یک مسابقۀ رقص ببرد. طبق صحبت‌های بردلا، او هاول را با الکل، دیازپام و آسپرومازین بیهوش کرد. سپس او به هاول یک آرامبخش قوی تزریق داد و او را به تختش بست.
هاول به مدت تقریباً 28 ساعت بر تخت بود. در طول این مدت بردلا به طور مکرر به او مواد مخدر تزریق کرد، شکنجه داد، مورد آزار جنسی قرار داد و با اشیاء خارجی به او آسیب زد و بارها به سوالات هاول دربارۀ اینکه چرا با او اینگونه رفتار می شود و درخواست‌هایش برای آزادی بی توجهی کرد. طبق گفتۀ بردلا جری بر اثر استفراغ خود خفه شد یا بر اثر ترکیب مواد و داروهای مختلفی که به او تزریق شد به حدی قوی بودند که نتواند نفس بکشد.
بردلا بعدها بیان کرد که پس از مرگ هاول، تلاش کرد تا عملیات احیای قلبی روی وی انجام دهد و پس از بی نتیجه بودن این عملیات، او جسد را به زیرزمین منتقل کرد. او جسد را در حالت معلق قرار داد تا به مدت یک شب همۀ خون بدنش تخلیه شود. روز بعد، او جسد هاول را با استفاده از اره برقی و چاقوهای استخوان‌شکن تکه‌تکه کرد و بخش‌ها در کیسه‌های زباله قرار داد. این کیسه‌ها را در کیسه‌های زبالۀ بزرگتر قرار داد سپس توسط کارگران زباله به محل دفن زباله منتقل شد.
او یک همۀ رویدادها را در یک دفترچه ثبت می کرد؛ رویدادهایی شامل آزار جنسی و جسمی که بر قربانی‌اش وارد کرد.

### قتل‌های بعدی
در تاریخ 10 آوریل 1985 یک شخص دوره‌گرد به نام رابرت شلدون 20 ساله به خانۀ بردلا آمد و خواست برای مدت کوتاهی در خانۀ او بماند. بعدها به گفتۀ بردلا، اگرچه شلدون اجاره خانه را به موقع پرداخت می‌کرد، او را "مزاحم" می‌دانست. در تاریخ 12 آوریل او را با دارو بیهوش کرده و به اسارت گرفت و به مدت سه روز در اتاق خواب نگهداری شد و انواع شکنجه‌ها را تحمل کرد، از جمله ریختن ضدعفونی‌های لوله‌های فاضلاب به چشم چپش، وارد کردن سوزن‌ها به نوک انگشتانش، بستن مچ‌هایش را با سیم پیانو با هدف آسیب به اعصاب دست‌هایش و پر کردن گوش‌هایش با درزگیر برای کاهش ظرفیت شنوایی.
سه روز پس از آغاز اسارت شلدون، در تاریخ 15 آوریل، بردلا جسدش او را با قرار دادن یک کیسه روی سرش خفه کرد و سپس جسدش را در حمام تکه‌تکه کرد.
در ژوئن، شخصی به نام مارک والاس برای پناه گرفتن از طوفان شدید به خانۀ بردلا مراجعه کرد. بردلا او را به داخل خانه دعوت کرد و با توجه به حالت شدید تنش و افسردگی والاس، بردلا تصمیم گرفت که به او کلروپرومازین تزریق کند و بعد به والاس گفت که این دارو او را آرام می کند. والاس این پیشنهاد را پذیرفت و 30 دقیقه بعد بردلا تصمیم گرفت او را به اسارت بگیرد.
در ادامه والاس را به اتاق خواب طبقه دوم منتقل کرد و تقریباً یک روز اسارت و شکنجه را تحمل کرد، از جملۀ این شکنجه‌ها استفاده از گیره‌های تمساحی بر روی نوک پستان‌ها تا در هر لحظه که والاس به حالت بیهوشی می‌رفت، شوک الکتریکی به بدنش وارد شود. به گفته بردلا، یک ساعت پس از آزمایش با سوزن‌های زیرپوستی که آنها را به عضلات مختلف پشت قربانی‌اش وارد کرده بود، مارک والاس بر اثر ترکیبی از داروها، گاز و کمبود اکسیژن جان سپرد.

### افزایش وحشیگری
در تاریخ 26 سپتامبر 1985 بردلا یک تماس تلفنی از یک آشنا به نام جیمز فریس دریافت کرد که خواستار اقامت موقت در منزل بردلا شده بود. بردلا با قصد ربودن فریس، با او موافقت کرد و قرار ملاقات را در یک بار ترتیب داد. با وجود وحشتی که به سه قربانی خود تحمیل کرده بود، بردلا ادعا کرد که فریس اولین قربانی بود که عمداً به او شکنجه وارد کرد. 
بردلا فریس را به خانه آورد و او را با داروهای آرامبخش پودر شده در غذا بیهوش کرد، سپس او را به تخت بست و تقریباً به طور مکرر حدود 27 ساعت او را شکنجه کرد. شکنجه‌ها شامل شوک‌های الکتریکی مکرر 7700 ولتی به شانه و بیضه‌ها به مدت هر 5 دقیقه یک بار انجام داد. فریس به تدریج به هذیان‌گویی افتاد. اما بردلا به حملات جسمی و جنسی خود ادامه داد تا جایی که بر اساس یادداشت خود او در دفترچه‌اش فریس قادر به نشستن برای بیش از 10 تا 15 ثانیه نیست. در نهایت فریس فوت کرد.
قربانی بعدی تاد استوپس یک معتاد به مواد مخدر 23 ساله و فاحشه بود که به همراه همسرش دوبار برای مدت کوتاهی در سال 1984 در خانۀ بردلا زندگی کرد. بردلا در 17 ژوئن 1986 پس از نقل مکان آنها، او را با پینشهاد ناهار به خانۀ خود با هدف انگیزه برای ایجاد رابطۀ جنسی دعوت کرد.
بردلا بعدها به بازجویان گفت که به شدت به استوپس جذب شده بود و این قربانی به مدت دو هفته قبل از مرگش در اسارت بود. او به تدریج ترس را به استوپس تحمیل کرد و تلاش کرد تا او را به یک بردۀ جنسی تبدیل کند. بردلا از طریق وارد کردن شوک‌های الکتریکی به چشمان بسته استوپس سعی داشت او را نابینا کند و برای خاموش کردن فریادهایش، پاک‌کنندۀ فاضلاب را به حنجره‌اش تزریق کرد.
در هفتۀ دوم اسارت، استوپس از بردلا نوشابه و ساندویچ درخواست کرد. وقتی بردلا قبول نکرد، استوپس شروع به گریه کرد. در 27 ژوئن، او با مشت دیوارۀ مقعد استوپس را پاره کرد که باعث خونریزی شد. در اواخر اسارت استوپس، او سعی کرد به او بستنی و سوپ بدهد. در روز آخر اسارت، استوپس آنقدر ضعیف شده بود که بردلا بعداً گفت «او قادر به نفس کشیدن نبود». در 1 ژوئیه 1986، استوپس جان باخت. یک آسیب‌شناس پزشکی قانونی بعداً شهادت داد که پارگی دیوارۀ مقعد باعث شوک سپتیک شده که باعث مرگ وی شد.

### آخرین قربانی
در ساعت 1 بامداد 29 مارس 1988، بردلا آخرین قربانی خود، یک روسپی 22 ساله به نام کریستوفر بریسون را ربود که با وعدۀ پرداخت پول در ازای رابطۀ جنسی به خانۀ خود برد. در خانه، بریسون با میلۀ آهنی بیهوش شد، سپس او را به تخت بست. همان روشهای شکنجه را بر روی او نیز انجام داد.

### فرار
در روز سوم اسارت، بریسون توانست اعتماد بردلا را به دست آورد. او همچنین بردلا را متقاعد کرد که هر وقت بردلا از اتاق بیرون بود، تلویزیونی را در اتاق روشن بگذارد. بریسون بعداً به بازپرسان گفت که تقریباً به طور مداوم دربارۀ فرار فکر می کرد. روز بعد، او با استفاده از  یک جعبۀ کبریت که بردلا در اتاق و در دسترس او گذاشته بود، هنگامی که بردلا در خانه نبود توانست خودش را رها کند.
بریسون با پریدن از یک پنجره در طبقۀ دوم، استخوان پایش شکست. او به سمت مأموری که مشغول خواندن کنتور در آن سوی خیابان بود دوید و از او خواست تا با پلیس تماس بگیرد. همسایگان با پلیس تماس گرفتند و پلیس چند دقیقۀ بعد از راه رسید.
او به پلیس گفت که به مدت چهار روز در اسارت بوده و بردلا در این مدت به او تجاوز جنسی کرده است. بردلا در طول این مدت به او دارو می داد و با تزریق پاک‌کنندۀ فاضلاب به گلویش توانایی صحبت با صدای بلند را از او گرفت. هنگامی که بریسون صحبت می کرد، افسران متوجه شدند که علاوه بر پای شکسته، چشم هایش قرمز و متورم و جای زخم و کبودی در سرتاسر بدنش قابل مشاهده بود. بریسون با همراهی یک افسر به مرکز پزشکی منورا برای درمان برده شد.

## دستگیری
بعد از ظهر روز فرار بریسون، بردلا به اتهام آزار و اذیت جنسی کریستوفر بریسون دستگیر شد. او از ورود افسران به خانه‌اش خودداری کرد. افسران پس از ورود به خانه، اتاق خواب را در طبقه دوم کشف کردند. در اتاق یک ترانسفورماتور الکتریکی به دیوار وصل شده بود که سیم های آن به تخت منتهی می شد. یک سینی فلزی حاوی سرنگ، بطری های کوچک که ظاهراً داروهای نسخه‌ای بودند. همچنین در اتاق یک لولۀ آهنی بلند، طناب های مختلف و کمربند چرمی یافت شد.
334 عکس پلاروئید و 34 عکس از مردان مختلف نیز در خانۀ بردلا پیدا شد. این عکس‌ها از کریستوفر بریسون و چند مرد دیگر در لحظۀ مرگ بودند. در حین بازرسی همچنین بندهای متعدد وسایل جنسی، مواد مخدر، سوزن‌های جراحی را کشف کردند.

## زندانی شدن
در سال های محکومیت و زندانی شدن او در سال 1988 بردلا مصاحبه ای با ایستگاه تلویزیونی KCPT مستقر در میزوری انجام داد و با افراد زیادی مکاتبه کرد. او تلاش کرد که خود را یک شهروند بی گناه جلوه دهد. بردلا چندین شکایت را درباره شرایط زندان به مقامات زندان ارائه داد. مدعی بود که مقامات زندان از فشار خون بالای او آگاه بودند با این حال از دادن دارو به او جلوگیری می کردند.

## مرگ
در سال 1992 بردلا با کشیش راجر کولمن، که در زمان اولیه زندانی شدنش با او آشنا شده بود تماس گرفت و از ناراحتی خود از اینکه کارکنان زندان داروهای قلب او را نمی دهند خبر داد. در ساعت 2 بعد از ظهر روز 8 اکتبر 1992 بردلا از درد شدید قلب به کارکنان زندان شکایت کرد و از سلولش به درمانگاه منتقل شد. کارکنان پزشکی متوجه شدند که قلب او ناپایدار است و آمبولانس را خبر کردند. بردلا به بیمارستانی در کلمبیا میسوری منتقل شد و در ساعت 15:55 در اثر حملۀ قلبی درگذشت. او 43 ساله بود.
کمی بعد، قاضی پرونده او، آلوین راندل، از مرگ بردلا مطلع شد. در پاسخ گفت: «برای همچین آدمی بهترین اتفاق بود».
بر اساس گزارش های منتشر شده، اگرچه بردلا از اختلال شخصیت افسردگی رنج می برد، علاوه بر آن به عنوان یک سادیسم جنسی تشخیص داده شد که از تحقیر، درد و شکنجه ای که به قربانیانش وارد کرده بود، تحریک جنسی شدیدی دریافت می کرد. علاوه بر این، بر خلاف ادعاهای او به خبرنگارانی که در سال های زندانی شدنش با آنها تماس گرفته بود، بردلا هرگز پیشیمان کارهای خود نشد.

## منبع
1. برگردان ویکی پدیای انگلیسی، Robert Berdella.